# Elenī Gerasimidou
Elenī Gerasimidou (in greco Ελένη Γερασιμίδου?; Panorama, 11 dicembre 1949) è una politica e attrice greca, membro del Partito Comunista di Grecia ed ex membro del Parlamento ellenico.

## Filmografia parziale
- L'eternità e un giorno (1998)